# Nagroda Saturn w kategorii najlepszy film fantasy
Laureaci nagród Saturn w kategorii najlepszy film fantasy:

## Lata 70
1973: Podróż Sindbada do Złotej Krainy
1975: Doc Savage: Człowiek ze spiżu
1976: Szczury Paryża

nominacje:
- Błękitny ptak
- Bugsy Malone
- Obsesja Sherlocka Holmesa
- We wnętrzu Ziemi

1977: O mój Boże!

nominacje:
- Pantofelek i róża
- Pete’s Dragon
- Sindbad i oko tygrysa
- Wizards

1978: Niebiosa mogą zaczekać

nominacje:
- Czarnoksiężnik z krainy Oz
- La Merveilleuse visite
- Władca Pierścieni
- Wzgórze królików

1979: Wielka wyprawa muppetów

nominacje:
- Adela jeszcze nie jadła kolacji
- Nutcracker Fantasy
- Ostatnia fala
- Przygoda arabska

## Lata 80
1980: Gdzieś w czasie

nominacje:
- Błękitna laguna
- The Ninth Configuration
- O mój Boże (księga II)
- Popeye

1981: Poszukiwacze zaginionej Arki

nominacje:
- Dragonslayer
- Excalibur
- Lis i pies
- Zmierzch tytanów

1982: Ciemny kryształ

nominacje:
- Chłopak o bombowym wzroku
- Conan Barbarzyńca
- Dzielna pani Brisby
- Miecz i czarnoksiężnik

1983: Coś paskudnego tu nadchodzi

nominacje:
- Krull
- Nigdy nie mów nigdy
- Ośmiorniczka
- Podniebna droga do Chin

1984: Pogromcy duchów

nominacje:
- Greystoke: Legenda Tarzana, władcy małp
- Indiana Jones i Świątynia Zagłady
- Niekończąca się opowieść
- Plusk

1985: Zaklęta w sokoła

nominacje:
- Piramida strachu
- Powrót do Krainy Oz
- Purpurowa róża z Kairu
- Remo

1986: O chłopcu, który umiał latać

nominacje:
- Amerykańska opowieść
- Krokodyl Dundee
- Labirynt
- Złote dziecko

1987: Narzeczona dla księcia

nominacje:
- Bez baterii nie działa
- Czarownice z Eastwick
- Harry i Hendersonowie
- Randka z aniołem
- W obliczu śmierci

1988: Kto wrobił królika Rogera?

nominacje:
- Duży
- Po kłębku do nitki
- Pradawny ląd: Pierwsza wielka przygoda
- Wigilijny show
- Willow

## Lata 90
1989/90: Uwierz w ducha

nominacje:
- Batman
- Dick Tracy
- Gremliny 2
- Indiana Jones i ostatnia krucjata
- Na zawsze
- Pole marzeń
- Przygody barona Munchausena
- Wojownicze Żółwie Ninja

1991: Edward Nożycoręki

nominacje:
- Czarnoksiężnik
- Fisher King
- Robin Hood: Książę złodziei
- Szpieg bez matury
- W obronie życia

1992: Aladyn

nominacje:
- Hook
- Piękna i Bestia
- Powrót Batmana
- Rodzina Addamsów
- Zabaweczki
- Ze śmiercią jej do twarzy

1993: Miasteczko Halloween

nominacje:
- Bohater ostatniej akcji
- Debiutant roku
- Dzień świstaka
- Hokus pokus
- Rodzina Addamsów II
- Serca i dusze

1994: Forrest Gump

nominacje:
- Anioły na boisku
- Ed Wood
- Flintstonowie
- Król lew
- Maska
- Śnięty Mikołaj

1995: Babe – świnka z klasą

nominacje:
- Batman Forever
- Indianin w kredensie
- Jumanji
- Kacper
- Psim tropem do domu
- Toy Story

1996: Ostatni smok

nominacje:
- Dzwonnik z Notre Dame
- Fenomen
- Gruby i chudszy
- Jakubek i brzoskwinia olbrzymka
- Pinokio

1997: Austin Powers: Agent specjalnej troski

nominacje:
- Batman i Robin
- George prosto z drzewa
- Herkules
- Polowanie na mysz
- Zaginiony świat: Jurassic Park

1998: Truman Show

nominacje:
- Babe: Świnka w mieście
- Dawno temu w trawie
- Godzilla
- Miasteczko Pleasantville
- Miasto aniołów

1999: Być jak John Malkovich

nominacje:
- Austin Powers: Szpieg, który nie umiera nigdy
- Mumia
- Stuart Malutki
- Tarzan
- Toy Story 2

## 2000–2009
2000: Częstotliwość

nominacje:
- Czego pragną kobiety
- Dinozaur
- Family Man
- Grinch: Świąt nie będzie
- Uciekające kurczaki

2001: Władca Pierścieni: Drużyna Pierścienia

nominacje:
- Harry Potter i Kamień Filozoficzny
- Mali agenci
- Mumia powraca
- Potwory i spółka
- Shrek

2002: Władca Pierścieni: Dwie wieże

nominacje:
- Harry Potter i Komnata Tajemnic
- Król Skorpion
- Śnięty Mikołaj 2
- Spider-Man
- Władcy ognia

2003: Władca Pierścieni: Powrót króla

nominacje:
- Duża ryba
- Liga niezwykłych dżentelmenów
- Piotruś Pan
- Piraci z Karaibów: Klątwa Czarnej Perły
- Zakręcony piątek

2004: Spider-Man 2

nominacje:
- Dom latających sztyletów
- Harry Potter i więzień Azkabanu
- Hellboy
- Lemony Snicket: Seria niefortunnych zdarzeń
- Narodziny

2005: Batman: Początek

nominacje:
- Charlie i fabryka czekolady
- Harry Potter i Czara Ognia
- King Kong
- Opowieści z Narnii: Lew, czarownica i stara szafa
- Zathura – Kosmiczna przygoda

2006: Superman: Powrót

nominacje:
- Eragon
- Noc w muzeum
- Piraci z Karaibów: Skrzynia umarlaka
- Pajęczyna Charlotty
- Przypadek Harolda Cricka

2007: Zaczarowana

nominacje:
- Gwiezdny pył
- Harry Potter i Zakon Feniksa
- Piraci z Karaibów: Na krańcu świata
- Spider-Man 3
- Złoty kompas

2008: Ciekawy przypadek Benjamina Buttona

nominacje:
- Hancock
- Kroniki Spiderwick
- Wanted – Ścigani
- Zmierzch

2009: Watchmen: Strażnicy

nominacje:
- Avatar
- Gdzie mieszkają dzikie stwory
- Harry Potter i Książę Pólkrwi
- Nostalgia anioła
- Zaklęci w czasie

## 2010–2019
2010: Alicja w Krainie Czarów

nominacje:
- Harry Potter i Insygnia Śmierci: Część I
- Opowieści z Narnii: Podróż Wędrowca do Świtu
- Saga „Zmierzch”: Zaćmienie
- Scott Pilgrim kontra świat
- Starcie tytanów

2011: Harry Potter i Insygnia Śmierci: Część II

nominacje:
- Hugo i jego wynalazek
- Immortals. Bogowie i herosi
- O północy w Paryżu
- Muppety
- Thor

2012: Życie Pi

nominacje:
- Niesamowity Spider-Man
- Hobbit: Niezwykła podróż
- Ruby Sparks
- Królewna Śnieżka i Łowca
- Ted

2013: Ona

nominacje:
- Czas na miłość
- Hobbit: Pustkowie Smauga
- Jack pogromca olbrzymów
- Oz: Wielki i potężny
- Sekretne życie Waltera Mitty

2014: Hobbit: Bitwa Pięciu Armii

nominacje:
- Birdman
- Grand Budapest Hotel
- Tajemnice lasu
- Czarownica
- Paddington

2015: Kopciuszek

nominacje:
- Wiek Adaline
- Baahubali: The Beginning
- Gęsia skórka
- Igrzyska śmierci: Kosogłos. Część 2
- Ted 2

2016: Księga dżungli

nominacje:
- BFG: Bardzo Fajny Gigant
- Fantastyczne zwierzęta i jak je znaleźć
- Ghostbusters: Pogromcy duchów
- Osobliwy dom pani Peregrine
- Siedem minut po północy
- Mój przyjaciel smok

2017: Kształt wody

nominacje:
- Piękna i Bestia
- Downsizing
- Jumanji: Przygoda w dżungli
- Kong: Wyspa Czaszki
- Paddington 2

2018/219: Toy Story 4

nominacje:
- Aladyn
- Dumbo
- Fantastyczne zwierzęta: Zbrodnie Grindelwalda
- Godzilla II: Król potworów
- Mary Poppins powraca
- Yesterday

2019/2020: Pewnego razu... w Hollywood

nominacje:
- Bill & Ted Face the Music
- Jumanji: Następny poziom
- Król lew
- Czarownica 2
- Sonic. Szybki jak błyskawica
- The Witches

## 2020–2029
2021/2022: Wszystko wszędzie naraz

nominacje:
- Cruella
- Fantastyczne zwierzęta: Tajemnice Dumbledore’a
- Pogromcy duchów: Dziedzictwo
- Zielony Rycerz. Green Knight
- The Unbearable Weight of Massive Talent

2022/2023: Indiana Jones i artefakt przeznaczenia

nominacje:
- Barbie
- Dungeons & Dragons: Złodziejski honor
- Haunted Mansion
- Mała Syrenka